# 第35傘兵旅
第35傘兵旅（希伯來語：חֲטִיבַת הַצַּנְחָנִים, ）是以色列国防军的現役傘兵旅及以色列陸軍的精銳部隊。部隊歷史之悠久，其自1950年代起便負責執行以軍的特種作戰行動.

## 部隊編制

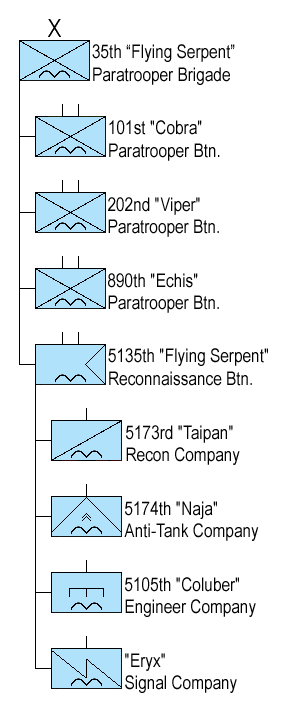
部隊結構

第35傘兵旅旅旗

該旅使用M4卡賓槍 ，部隊結構如下：
- 第35傘兵旅
  - 第101傘兵營（眼鏡蛇）
  - 第202傘兵營（毒蛇）
  - 第890傘兵營（埃奇斯）
  - 第5135傘兵偵察營（飛蛇）
  - 運輸營
  - 通訊連[2]